# 朱識𨩴
延長王朱識𨩴（？—1648年），明朝肅藩第四代延長王，延長王朱紳封之子。

## 生平
朱識𨩴於何年襲封延長王不詳。
清朝順治五年（1648年）三月，本為明朝军官的降清將領米喇印、丁國棟在甘州五衛起兵，擁立朱識𨩴，以「反清復明」為號召，攻佔涼州衛、肅州衛、狄道县、渭源縣、河州、洮州、岷州、金县等地，關隴大震。
同年五月，清軍游击張勇在永昌卫擊敗米喇印所部，朱識𨩴在马家坪被俘。陝西總督孟乔芳上報後，清廷命將朱識𨩴處斬。